# Анджелина Кроу
Анджелина Кроу (на английски: Angelina Crow) е унгарска порнографска актриса, родена на 23 юни 1980 г. в град Будапеща, Унгария.
Дебютира в порнографската индустрия през 2003 г., когато е на 23-годишна възраст.

## Награди
- 2005: Международна порнонаграда Белград за най-добра нова звезда.